# Pettus (Texas)
Pettus es un lugar designado por el censo ubicado en el condado de Bee en el estado estadounidense de Texas. En el Censo de 2010 tenía una población de 558 habitantes y una densidad poblacional de 36,99 personas por km².

## Geografía
Pettus se encuentra ubicado en las coordenadas 28°36′56″N 97°48′44″O / 28.61556, -97.81222. Según la Oficina del Censo de los Estados Unidos, Pettus tiene una superficie total de 15.09 km², de la cual 15.09 km² corresponden a tierra firme y (0%) 0 km² es agua.

## Demografía
Según el censo de 2010, había 558 personas residiendo en Pettus. La densidad de población era de 36,99 hab./km². De los 558 habitantes, Pettus estaba compuesto por el 78.49% blancos, el 0.54% eran afroamericanos, el 2.69% eran amerindios, el 0.18% eran asiáticos, el 0% eran isleños del Pacífico, el 15.05% eran de otras razas y el 3.05% pertenecían a dos o más razas. Del total de la población el 51.61% eran hispanos o latinos de cualquier raza.